# Kościelec (województwo śląskie)
Kościelec – wieś w Polsce położona w województwie śląskim, w powiecie częstochowskim, w gminie Rędziny. 
W latach 1954–1959 wieś należała i była siedzibą władz gromady Kościelec, po jej zniesieniu w gromadzie Rudniki. W latach 1975–1998 miejscowość administracyjnie należała do województwa częstochowskiego.
Najbliższy przystanek kolejowy znajduje się w Rząsawie. Koło miejscowości znajduje się lądowisko Częstochowa-Rudniki, na którym wylądowali Jurij Gagarin i Jan Paweł II.

## Zabytki
- dworek Wereszczyńskich z XIX wieku, gdzie w 1910 roku urodziła się Wanda Wereszczyńska
- pozostałości parku

## Sport
W Kościelcu od 1966 roku działa klub piłkarski LKS Lotnik Kościelec. LKS Lotnik posiada stadion o pojemności 1750 miejsc. W połowie lat sześćdziesiątych zaczęto powszechnie organizować Zrzeszenie pod nazwą Ludowe Zespoły Sportowe i trójka mieszkańców Kościelca wpadła na pomysł utworzenia miejscowego klubu. I tak z ich inicjatywy, powstał LKS „Lotnik” Kościelec. Nazwa ta, związana z tutejszym lotniskiem i stacjonującym tutaj wojskiem, przetrwała zresztą do dzisiaj. Lotnik po wielu latach gry w klasie „A”, wreszcie w sezonie 1990/91 zdołał awansować do ligi wojewódzkiej. Skład ówczesnej drużyny tworzyli wyłącznie mieszkańcy Kościelca. Przez kolejnych siedem lat cała drużyna jak i miejscowe boisko zaczęło się zmieniać. Wybudowano nowy obiekt, zrobiono piękną murawę, a Lotnik w sezonie 1998/99 wywalczył awans do IV ligi! Był to największy sukces klubu. Początki były ciężkie, ale potem Lotnik Kościelec stał się jedną z najsilniejszych drużyn województwa śląskiego. Po odejściu sponsora, w sezonie 2004/05 Lotnik po raz pierwszy w historii spadł do niższej ligi. Po trzech sezonach gry w „A” klasie w sezonie 2007/08 „Biało-niebiescy” ponownie awansowali do ligi „okręgowej”.